# Allocrangonyx pellucidus
Allocrangonyx pellucidus är en kräftdjursart som först beskrevs av J.G. Mackin 1935.  Allocrangonyx pellucidus ingår i släktet Allocrangonyx och familjen Allocrangonyctidae. IUCN kategoriserar arten globalt som sårbar. Inga underarter finns listade i Catalogue of Life.

## Bildgalleri

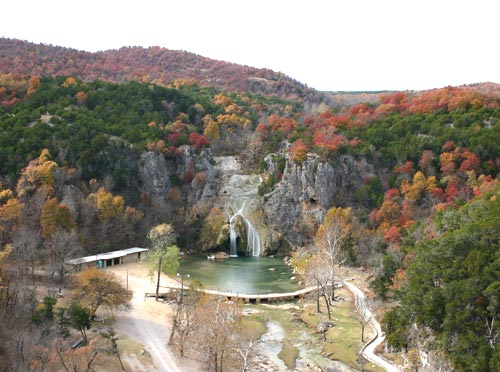